# Artur Grottger

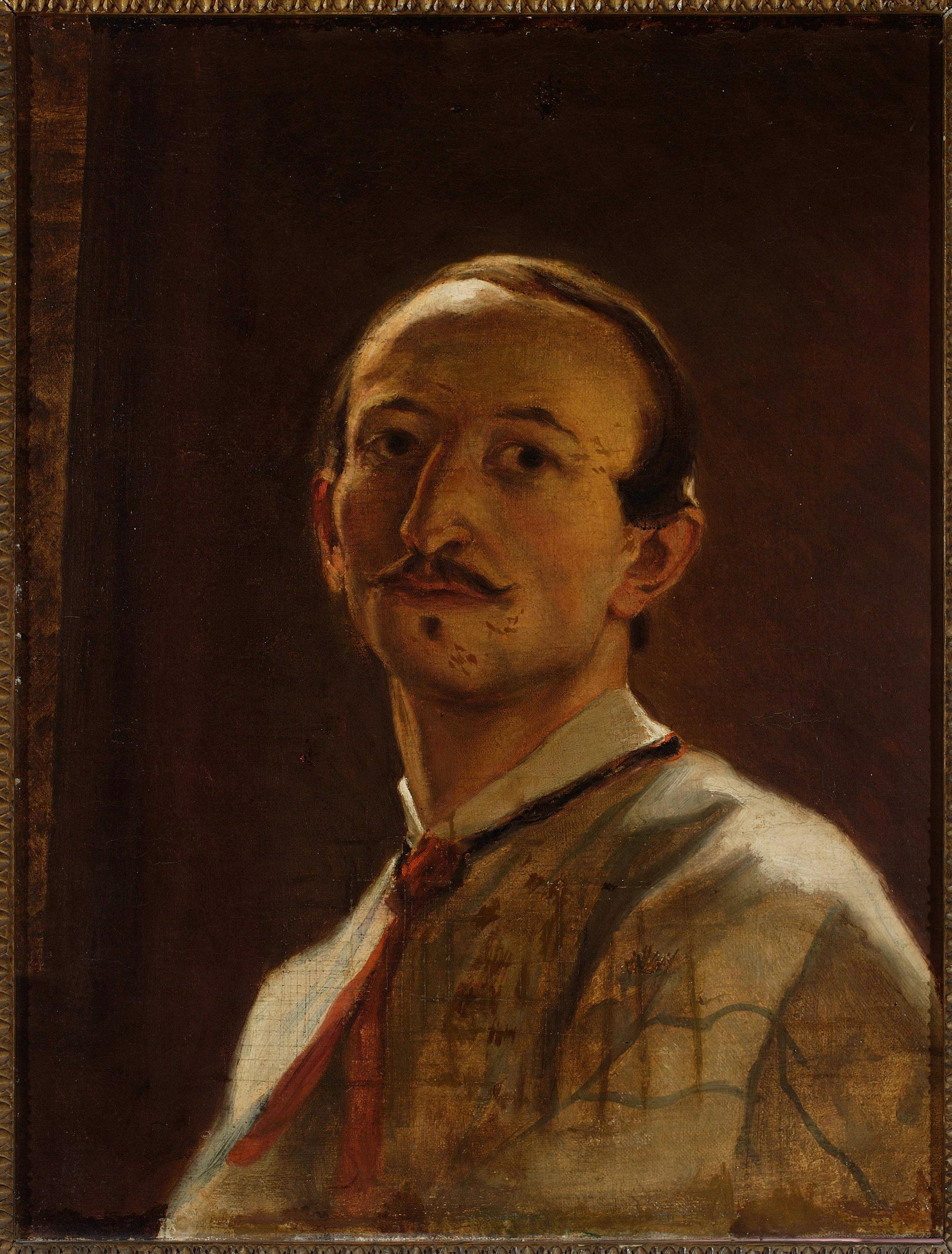
Autorretrato, 1867. Museo Nacional de Varsovia.

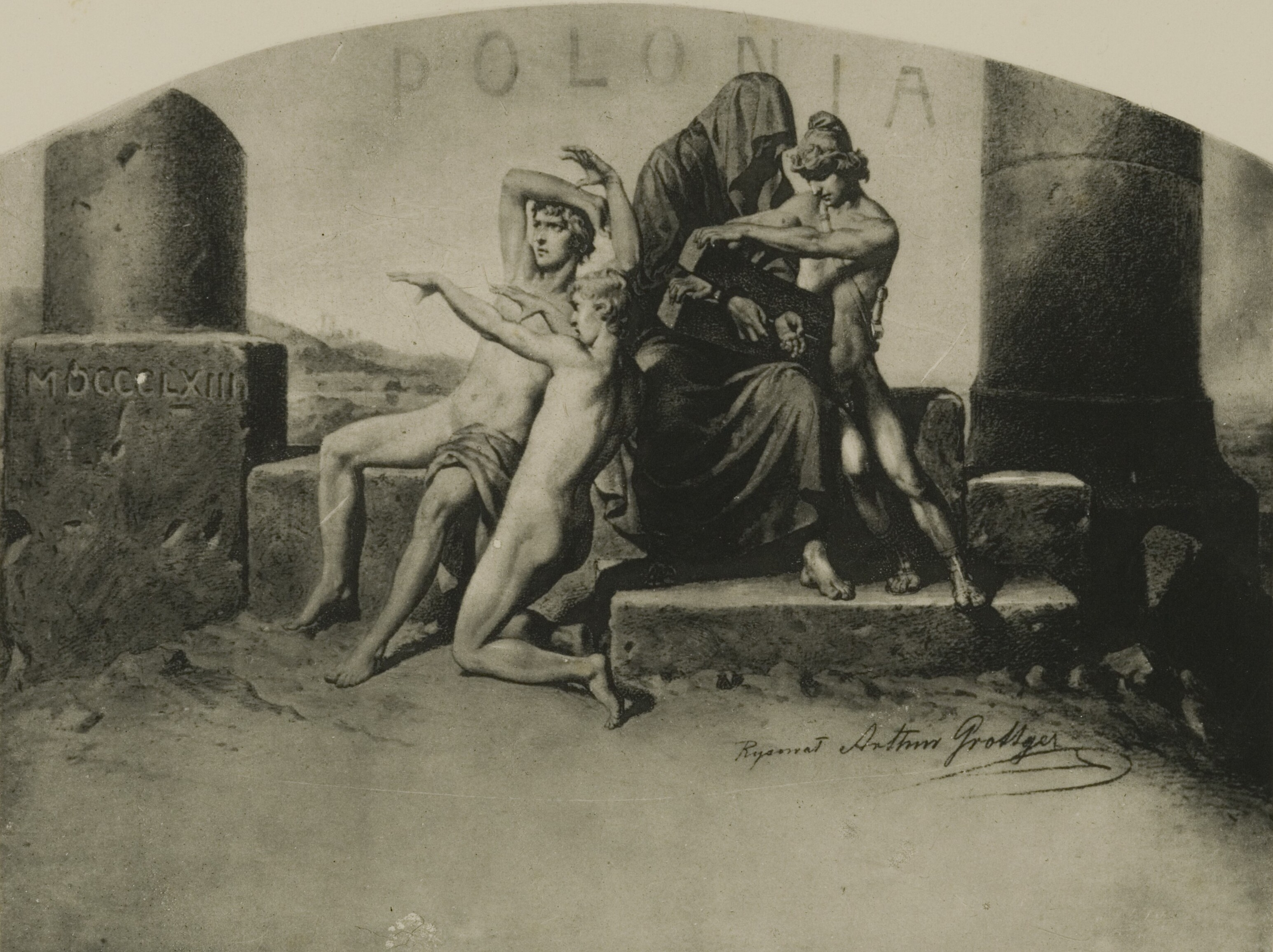
«Polacos encadenados», del ciclo Polonia (1863).

Artur Grottger (Otynevychi, Reino de Galitzia y Lodomeria, hoy en Ucrania, 11 de noviembre de 1837 - Amélie-les-Bains-Palalda, Francia, 13 de diciembre de 1867) fue un pintor polaco. 

## Biografía
Hijo de un artista aficionado de origen alemán, Jan Józef Grottger, y de madre polaca, comenzó sus estudios de pintura en Lviv como aprendiz de Jan Kanty Maszkowski y Juliusz Kossak. Después se matriculó en la Academia de Bellas Artes de Cracovia, donde fue alumno de Władysław Łuszczkiewicz y Wojciech Stattler. Por esta época conoció al que será uno de sus grandes benefactores, Alexander Pappenheim. Se trasladó a Viena en 1854, donde fue alumno de Karl von Blaas en la Academia de Bellas Artes de Viena. Allí pintó muchas de sus obras, a menudo con temas de batallas. Mostró su talento y su entusiasmo patriótico en un ciclo de dibujos sobre la insurrección polaca de 1848, que recuerdan el estilo apasionado de Jan Matejko.
Regresó a Polonia en 1865 y permaneció allí, entre Cracovia y Leópolis, en propiedades de amantes del arte polaco, hasta 1866. Ese año conoció a su prometida, Wanda Monné, una joven patriota polaca, y pasó mucho tiempo invitado en su casa, sin embargo, también desarrolló tuberculosis. En 1867 enfermó gravemente estando en París, a donde había ido en la esperanza de ganar más dinero, y murió en el sur de Francia cuatro semanas después de cumplir los treinta años, mientras se alojaba en un sanatorio en Amélie-les-Bains-Palalda, en los Pirineos. Su última obra fue su propio autorretrato.
Su prometida llevó su cuerpo a Polonia y lo enterró en el cementerio de Lwów el 4 de julio de 1868.
Sus dibujos (que, en parte, pertenecieron a la colección del conde Pálffy) se hicieron muy populares gracias a las reproducciones fotográficas.